# Art Agnos
Arthur Christ Agnos (Springfield, 1º settembre 1938) è un politico statunitense, 39° sindaco di San Francisco.